# De Grote Poëzieprijs
De Grote Poëzieprijs bekroont sinds 2019 de beste Nederlandstalige dichtbundel van het voorafgaande jaar. Het is de opvolger van de VSB Poëzieprijs als dé prijs voor Nederlandstalige poëzie. 
In 2023 werd De Grote Poëzieprijs overgenomen door Stichting het Veerhuis.
Van 2019 tot en met 2022 werd de prijs mede mogelijk gemaakt door het Elise Mathilde Fonds, de Maatschappij der Nederlandse Letteren, de Turing Foundation, het Nederlands Letterenfonds, Literatuur Vlaanderen, Lira, School der Poëzie, Stichting Van Beuningen/Peterich-fonds, de Openbare Bibliotheek Amsterdam, Prijs de Poëzie en de Poëzieclub.
De prijs wordt jaarlijks uitgereikt tijdens een liveuitzending van het radiopragramma Opium. Het prijzengeld bestaat uit een bedrag van 20.000 euro dat direct ten goede komt aan de auteur van de winnende bundel. Aan de prijs zijn publieksprogramma's en educatieve trajecten verbonden die een beeld geven van de actuele stand van zaken van poëzie in België en Nederland.

## Gelauwerden
| Jaar | Gelauwerde        | Werk           | Gelauwerde     | Publieksprijs    |
| ---- | ----------------- | -------------- | -------------- | ---------------- |
| 2025 | Paul Demets       | De schaamsoort | Anne Provoost  | Decem            |
| 2024 | Peter Verhelst    | Zabriskie      | Sofie Verdoodt | Anker kruis hart |
| 2023 | Marwin Vos        | Wilde dood     |                |                  |
| 2022 | Roelof ten Napel  | Dagen in huis  |                |                  |
| 2021 | Liesbeth Lagemaat | Vissenschild   |                |                  |
| 2020 | Vrouwkje Tuinman  | Lijfrente      |                |                  |
| 2019 | Radna Fabias      | Habitus        |                |                  |